# Kentuckia
Kentuckia è un genere di pesci ossei estinto appartenente agli attinotterigi, di incerta collocazione sistematica. Visse tra il Devoniano superiore e il Carbonifero inferiore (circa 365 - 345 milioni di anni fa) e i suoi resti fossili sono stati ritrovati in Nordamerica.

## Descrizione
Questo pesce era di dimensioni medio-piccole, e solitamente non raggiungeva i 30 centimetri di lunghezza. Era caratterizzato da un corpo fusiforme, con una testa robusta e piuttosto allungata. Il muso era smussato e l'apertura boccale era piuttosto profonda; le fauci erano dotate di piccoli denti aguzzi. Le scaglie di Kentuckia erano spesse, ricoperte da ganoina e allungate. La pinna dorsale era posta nella parte posteriore del corpo. 
Un calco endocranico realizzato mediante tomografia computerizzata ha messo in luce che la specie Kentuckia deani possedeva un singolo tratto olfattivo diritto, lobi ottici ampi e canali semicircolari anteriori e posteriori che non raggiungevano la superficie dorsale dell'endocranio. In tutti questi tratti, Kentuckia assomigliava ad altri attinotterigi arcaici successivi, come Lawrenciella e Kansasiella (Giles e Friedman, 2014). 

## Classificazione
I primi fossili di Kentuckia vennero descritti per la prima volta da Eastman nel 1908 come Rhadinichthys deani, e provengono dalla Stockdale Formation del Kentucky, risalente al Carbonifero inferiore (Tournaisiano o Viséano). Fu poi D. M. Rayner nel 1951 a istituire il genere Kentuckia per questi resti, coniando così la specie Kentuckia deani. Oltre alla specie tipo, nel 1964 venne descritta una specie più antica risalente al Famenniano (Devoniano superiore) dell'Ohio, Kentuckia hlavini. Tuttavia, non è chiaro se questa specie appartenesse o meno al genere Kentuckia, e recenti studi sembrerebbero dimostrare il contrario (Giles e Friedman, 2014). 
Kentuckia è stato inizialmente classificato nei paleonisciformi, un gruppo eterogeneo di pesci ossei arcaici, ora ritenuto parafiletico. Kentuckia, in ogni caso, rappresenta un attinotterigio basale, probabilmente più derivato rispetto a forme arcaiche come Mimipiscis o Cheirolepis. 